# Souk El Hannatine

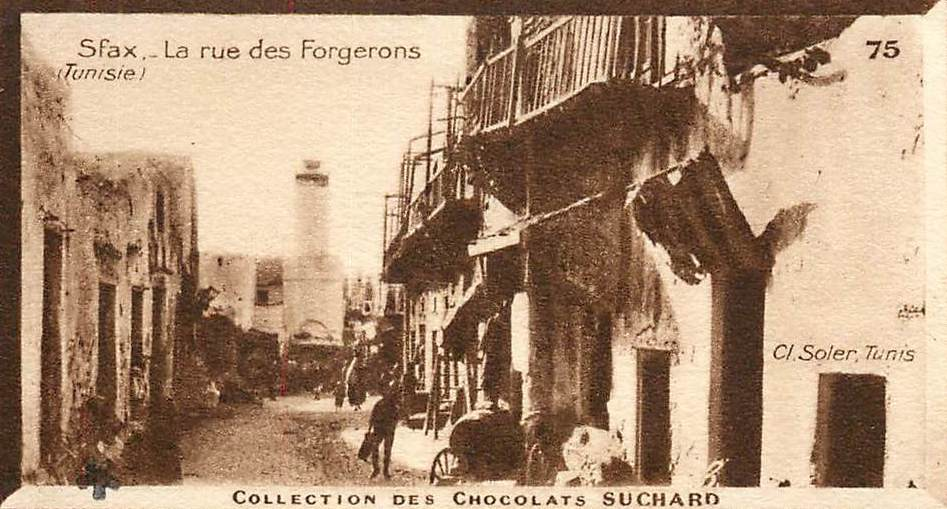
Vue du souk au temps du protectorat français.

Le souk El Hannatine (arabe : سوق الحناطين soit « souk des embaumeurs ») est l’un des souks de la médina de Sfax.
Ce souk avait plusieurs appellations. Certains le nomment souk El Marestan, au nom d’un hôpital qui y existait autrefois. Dans d’autres sources, il est qualifié de souk des chéchias (couvre-chef traditionnel tunisien). Il est aussi connu sous le nom de souk El Attarine (souk des parfumeurs), un qualificatif qu'il garde jusqu’à nos jours.

## Description
Il s'agit d'un souk couvert occupant la partie orientale de l’artère perpendiculaire au souk Erbaa.
Comme son nom le suggère, il s’agit d’un souk où l'on trouve les produits nécessaires pour la toilette des morts (linceul, camphre, etc.).